# Saint-Martin-du-Lac
Pour les articles homonymes, voir Saint-Martin.
Saint-Martin-du-Lac est une commune française située dans le département de Saône-et-Loire, en région Bourgogne-Franche-Comté.

## Géographie
Saint-Martin-du-Lac fait partie du Brionnais, à 2,5 km au sud de Marcigny.
La commune de Saint-Martin-du-Lac est située dans le département de Saône-et-Loire, l'arrondissement de Charolles et depuis 2015 dans le nouveau canton de Paray-le-Monial considérablement agrandi. Elle relevait jusqu'alors du canton de Marcigny aujourd'hui supprimé. Sa superficie totale de 14,04 km2 la place dans la moyenne des communes du Nord-Est roannais (13 km2). Son périmètre est long de 22 km. Six autres communes sont limitrophes de Saint-Martin dont deux sont pour l'essentiel situées sur l'autre rive de la Loire. Avec Artaix, la limite des deux territoires communaux (5,78 km) ne coïncide pas avec le lit du fleuve : Artaix prive en effet Saint-Martin de plus d'un km2 de la rive droite de la Loire compris dans l'île qu'enserrent le fleuve et le ruisseau de la Digue ; c'est ce dernier petit cours d'eau qui sert ainsi en partie de limite occidentale à Saint-Martin. À l'inverse, une excroissance de Saint-Martin occupe face à Artaix près d'1 km2 sur la rive gauche du fleuve. Comme Artaix, la commune de Melay déborde sur la rive droite de la Loire au détriment de Saint-Martin mais sur une petite surface (26 hectares) les deux communes ne confinant que sur 400 m. C'est avec Iguerande au sud que le contact est le plus long, 7,62 km, tandis qu'au nord, il est de 4,6 km avec Marcigny. À l'est, la vaste commune de Saint-Julien-de-Jonzy n'a de contact avec Saint-Martin que sur une demi-kilomètre ; au nord la commune limitrophe est Semur-en-Brionnais sur 3,3 km. Enfin à l'est de son territoire Saint-Martin touche à Mailly par un quadripoint.
Le territoire entier de la commune s'étend sur la partie occidentale du bombement brionnais qui penche vers la Loire (tandis que son versant oriental écoule ses eaux vers le Sornin). La pente générale de ce glacis est orientée vers le sud-ouest ; les basses collines descendent jusqu'au niveau du lit de la Loire dans la partie sud de la commune tandis qu'au nord le fleuve s'en écartant un couloir de plaine de 2 km de largeur (que Saint-Martin partage avec Artaix) s'intercale sur 3 km2 entre les reliefs et le talweg de la Loire. Le point culminant est à l'extrémité orientale du territoire communal à 419 m d'altitude le point le plus bas à 242 m à l'aval du fleuve. Plusieurs ruisseaux non nommés mais désignés comme des « gouttes » traversent la commune et coulent entièrement dans ses limites leur cours étant orienté dans le sens du glacis nord-est - sud-ouest sauf dans la partie inférieure où l'attraction du niveau de base représenté par le lit de la Loire les attire vers le nord-ouest (dans l'ensemble de la région le terme de « goutte » s'applique à des ruisselets en soulignant la faiblesse de leur débit). L'altitude moyenne de la commune est de 301 m ; le bourg, établi au contact des collines et de la plaine est à 250 m. Sur le glacis que représente le territoire de Mailly la dénivelée est relativement faible ; entre le point culminant et le point le plus bas la pente moyenne est de 3 % seulement. Des pentes plus fortes sont localement représentées sur les flancs des vallons où coulent les ruisseaux : 27 % au-dessous du lieu-dit Beauregard.
Les 162 hectares de forêts de feuillus accordent à Saint-Martin-du-Lac un taux de boisement de 11,64 % de sa superficie, modeste mais non pas insignifiant. Dans le Brionnais ce taux varie de 1,39 % à Saint-Laurent-en-Brionnais à 45 % à Semur-en-Brionnais ; ce dernier étant particulièrement exceptionnel Saint-Martin se place dans la moyenne du Pays brionnais dans ce domaine.
Saint-Martin-du-Lac subit naturellement l'attraction immédiate de Marcigny petite cité commerçante dont l'agglomération inclut la commune. Les relations sociales qu'entretiennent les Lacimartinois avec la ville ligérienne de Charlieu, distante de seulement 18 km, se manifestent dans le domaine de l'enseignement du fait de l'existence dans cette dernière ville d'un établissement scolaire menant ses élèves jusqu'au niveau du baccalauréat. En ce qui concerne l'attraction que peut exercer sur les communes rurales du Brionnais et notamment sur Saint-Martin une ville moyenne (concept se référant à une agglomération de plus de 20 000 habitants) c'est encore une fois hors du département et en l'occurrence de la région qu'il faut chercher : 29 km seulement séparent Saint-Martin de Roanne centre d'une aire urbaine de plus de 100 000 hab., dimension et proximité qui lui permettent d'exercer sur ce coin de terroir une authentique influence qui se fait sentir dans les domaines commercial, culturel, sanitaire mais on est ici en limite de sa zone de rayonnement Mâcon beaucoup plus éloigné que Roanne (82 km) quoique chef-lieu du département auquel appartient Saint-Martin ne peut empiéter sur la zone d'attraction de la sous-préfecture ligérienne. La petite ville de Paray-le-Monial dont le canton englobe la commune de Saint-Martin bénéficie de sa relative proximité (25 km) et l'attraction de ses commerces et de son hôpital. Charolles, le chef-lieu de l'arrondissement dont fait partie Saint-Martin est une trop petite localité pour exercer une influence hors de son rôle administratif. Enfin. le rôle de la métropole régionale rhônalpine, Lyon, qui ne se trouve qu'à 113 km de la commune est notable dans les habitudes sociales des Lacimartinois éclipsant celui de Dijon trop éloigné - 174 km - de ce coin périphérique de l'espace bourguignon.
Le Brionnais est par excellence un pays de bocage et le territoire municipal de Saint-Martin-du-Lac en présente toutes les caractéristiques : prédominance des herbages, parcelles de forme irrégulière et de taille inégale encloses de haies vives, habitat dispersé et réseau serré de chemins ruraux. Dans ce type de paysage la répartition de la population multiplie les écarts - plus d'une vingtaine dans la commune - et les fermes isolées dont une en grande partie se trouvent rassemblée dans le secteur des plus bas reliefs à l'est du bourg. De ce point de vue, la plaine de la Loire se distingue des reliefs tant par un moindre cloisonnement que par un habitat plus clairsemé. Dans un pays de bocage, le bourg ne rassemble généralement qu'une fraction réduite de la population de la commune. À Saint-Martin-du-Lac, la population agglomérée est le fait de 25 personnes soit un dixième seulement de la population totale de la commune.
Le territoire de la commune est limitrophe de ceux de sept communes :
|        | Marcigny            | Semur-en-Brionnais            |
| Artaix | Saint-Martin-du-Lac | Saint-Julien-de-Jonzy, Mailly |
| Melay  |                     | Iguerande                     |

### Hydrographie
La Loire et son très petit affluent, le ruisseau de la Digue constituent à eux seuls le réseau hydrographique de la commune si l'on fait abstraction des « gouttes ». Le fleuve ne longe pas le territoire communal, il le traverse réellement mais sur 1,5 km seulement. Sa largeur varie ici de 80 à 110 m. mais le lit inondable est localement deux fois plus large. Son débit moyen est devant Saint-Martin un peu inférieur à 80 m3/s/ mais l'étiage, très marqué, le fait baisser à 4,1. Les crues quant à elles, spectaculaires, soulignent le caractère irrégulier du fleuve : 975 m3/s. pour la crue quinquennale, 1 150 pour la crue décennale. Le ruisseau de la Digue est un minuscule cours d'eau de 4,3 km de longueur coulant à l'intérieur de la commune de sa source à son embouchure uniquement dans la plaine littorale de la Loire ; il enserre l'île appartenant à Artaix, constitue pour une bonne part la limite occidentale de la commune et se jette dans le fleuve un peu au nord du bourg de Saint-Martin. Sa pente est insignifiante analogue à celle de la Loire : 1,4 m./km.

### Climat
Pour des articles plus généraux, voir Climat de la Bourgogne-Franche-Comté et Climat de Saône-et-Loire.
En 2010, le climat de la commune est de type climat océanique dégradé des plaines du Centre et du Nord, selon une étude du Centre national de la recherche scientifique s'appuyant sur une série de données couvrant la période 1971-2000. En 2020, Météo-France publie une typologie des climats de la France métropolitaine dans laquelle la commune est dans une zone de transition entre le climat océanique altéré et le climat de montagne ou de marges de montagne et est dans la région climatique Centre et contreforts nord du Massif Central, caractérisée par un air sec en été et un bon ensoleillement.
Pour la période 1971-2000, la température annuelle moyenne est de 11 °C, avec une amplitude thermique annuelle de 17,1 °C. Le cumul annuel moyen de précipitations est de 826 mm, avec 10,7 jours de précipitations en janvier et 7,5 jours en juillet. Pour la période 1991-2020, la température moyenne annuelle observée sur la station météorologique de Météo-France la plus proche, « Briant », sur la commune de Briant à 10 km à vol d'oiseau, est de 11,7 °C et le cumul annuel moyen de précipitations est de 930,7 mm. 
La température maximale relevée sur cette station est de 40 °C, atteinte le 12 août 2003 ; la température minimale est de −14,7 °C, atteinte le 31 décembre 1996,,.
Les paramètres climatiques de la commune ont été estimés pour le milieu du siècle (2041-2070) selon différents scénarios d'émission de gaz à effet de serre à partir des nouvelles projections climatiques de référence DRIAS-2020. Ils sont consultables sur un site dédié publié par Météo-France en novembre 2022.

## Urbanisme

### Typologie
Au 1er janvier 2024, Saint-Martin-du-Lac est catégorisée commune rurale à habitat très dispersé, selon la nouvelle grille communale de densité à sept niveaux définie par l'Insee en 2022.
Elle est située hors unité urbaine et hors attraction des villes,.

### Occupation des sols
L'occupation des sols de la commune, telle qu'elle ressort de la base de données européenne d’occupation biophysique des sols Corine Land Cover (CLC), est marquée par l'importance des territoires agricoles (82,6 % en 2018), en diminution par rapport à 1990 (86,3 %). La répartition détaillée en 2018 est la suivante : prairies (70,9 %), forêts (12,9 %), zones agricoles hétérogènes (10,8 %), eaux continentales (2,3 %), zones urbanisées (1,8 %), terres arables (0,9 %), zones industrielles ou commerciales et réseaux de communication (0,4 %). L'évolution de l’occupation des sols de la commune et de ses infrastructures peut être observée sur les différentes représentations cartographiques du territoire : la carte de Cassini (XVIIIe siècle), la carte d'état-major (1820-1866) et les cartes ou photos aériennes de l'IGN pour la période actuelle (1950 à aujourd'hui).

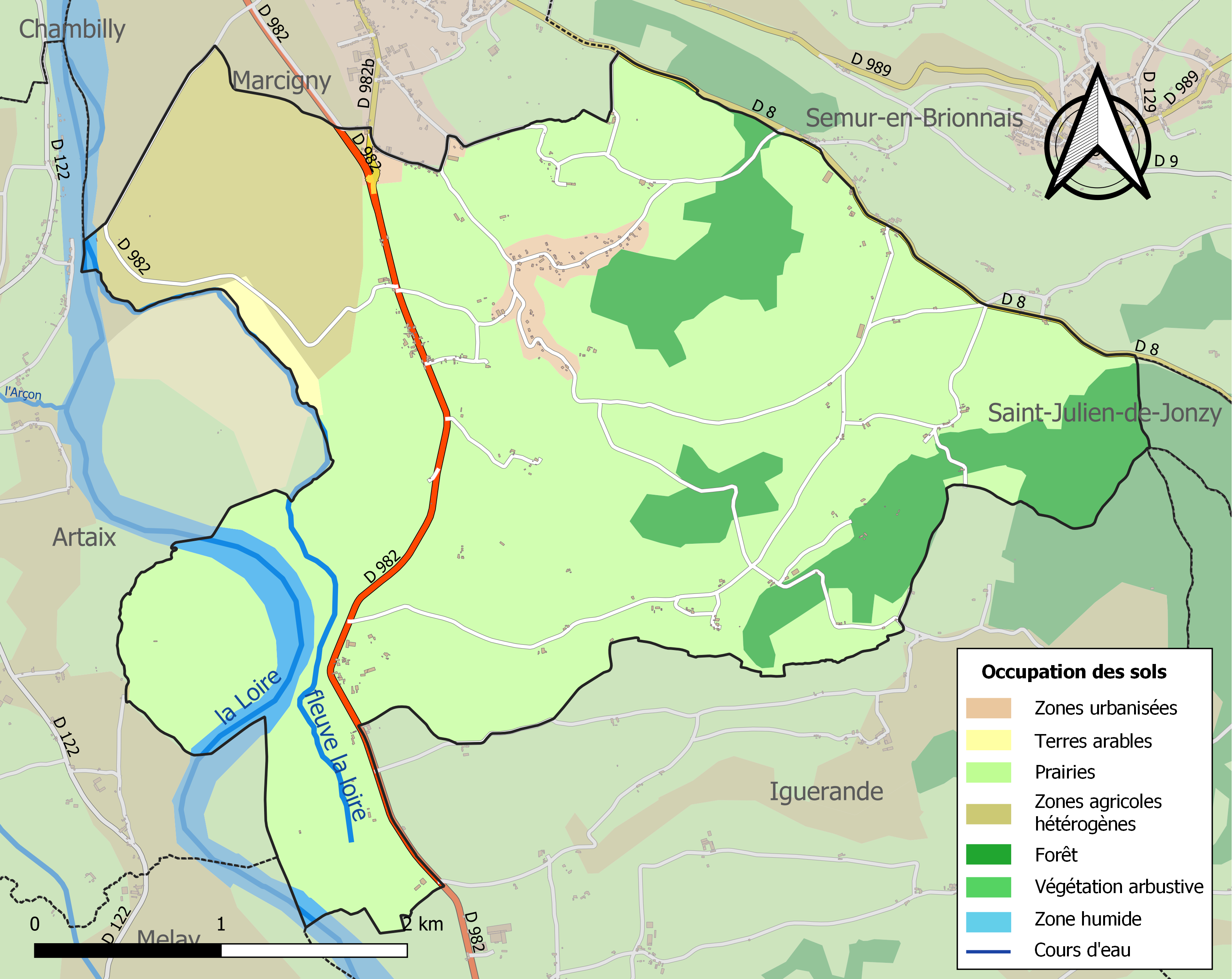
Carte des infrastructures et de l'occupation des sols de la commune en 2018 (CLC).

### Lieux-dits, hameaux et écarts
Les lieux-dits de la commune sont, du nord au sud, Montglabot, Beauregard, les Bruyères, le Vernay, les Bayonnes, les Collerettes, la Garde, les Brosses, Malzard, les Buissons, Rejux, Valgnon, Moulin Fleurette, Champeceau, le Château de la Motte, la Maison Neuve, les Têtes, un peu plus à l'intérieur de la commune, les Charrières, le Moulin, Fond Figeon et les Bruyères (à ne pas confondre avec le lieu-dit du nord de la commune). À l'est les écarts sont nettement moins nombreux : la Croix aux Bœufs, les Cornus et le Bois Marlot. Certains noms s'attachent d'autre part à des lieux-dits non habités, garennes herbeuses ou boisées comme les Vignes de la Haye, les Ormandes, la GrandeRaie, Terre de Boire, les Gouttes dans les collines ou secteurs des chambons terres alluviales non construites des bords de Loire comme les Gravières, les Auzières, le Grand Chambon, les Augères, le Pré de Malzard, le Goulet, les Boises, le Chambon des Brenons.
- Le Champceau, ou Chanceau écart essentiellement de Saint-Martin-du-Lac, mais aussi en partie de Marcigny. En 1789, partie en « Royauté » du baillige de Mâcon et partie en « Duché », du bailliage de Semur-en-Brionnais[14].
- Rejus, écart au hameau de Saint-Martin-du-Lac, entre l'église et Champceau, sur la paroisse d'Anzy-le-Duc, au XVIe siècle[15].

### Voies de communication et transports
La plaine alluviale de la Loire constitue un couloir de circulation privilégié qu'emprunte une voie routière importante au niveau de la région, la départementale 982. Cette route passante représente une fraction de l'itinéraire reliant Roanne au sud à Montceau-les-Mines par Paray-le-Monial et Nevers par Digoin au nord. Elle traverse le territoire communal sur 4,5 km et sert de rue centrale au bourg de Saint-Martin ; à la sortie nord de ce bourg elle se transforme en voie rapide comme contournement de l'agglomération de Marcigny ; c'est là aussi que se détache d'elle la D 982B qui se dirige vers le centre-ville de Marcigny. La route départementale 8 reliant Marcigny à Saint-Julien-de-Jonzy concerne également la commune. Elle constitue  sur 3,5 km la limite de la commune avec celle de Semur-en-Brionnais mais son emprise se trouve sur le territoire de Saint-Martin. Un réseau de chemins communaux asphaltés relie les écarts de la commune au bourg, plus particulièrement dense dans le secteur des basses collines. Pour avoir accès au chemin de fer, on doit se rendre à Paray-le-Monial ou à La Clayette situées respectivement à 25 et 26 km de la commune sur la ligne ferroviaire de Lyon à Nevers, ou à Roanne (29 km) en direction de Paris par Saint-Germain-des-Fossés. La ligne du TGV Paris-Lyon-Marseille est accessible en 80 km à la gare de Mâcon-Loché en direction de Lyon ou à celle de Montchanin-Le Creusot en 76 km en direction de Paris. Des autobus reliant Roanne à Montchanin quotidiennement ont un arrêt à Marcigny. L'aéroport de Lyon-Saint-Exupéry est distant de 137 km.

## Histoire
En 1415, Jean Petitjean, écuyer, seigneur de Chanceau-les-Marcigny et de Chamilly en Chalonnais, seigneur aussi de Saint-Martin-du-Lac. Père de Jean Petitjean, abbé de l'abbaye de Saint-Martin d'Autun, rédige son testament, alors qu'il est âgé d'environ 70 ans.

### Poids et mesures
- La mesure de Marcigny était usitée sous l'Ancien Régime.

## Politique et administration
| Période                                  | Période  | Identité        | Étiquette | Qualité |
| ---------------------------------------- | -------- | --------------- | --------- | ------- |
| mars 2001                                | en cours | Christian Genty |           |         |
| Les données manquantes sont à compléter. |          |                 |           |         |

## Population et société

### Démographie
L'histoire démographique de Saint-Martin-du-Lac a fait passer la commune par les trois phases que comporte classiquement l'évolution de la population des communes rurales de la région. La première phase a été marquée comme ailleurs au XIXe siècle par une croissance de la population qui a duré une cinquantaine d'années. En 1851, le nombre d'habitants est passé par un pic avec 517 personnes vivant dans la commune (ailleurs dans la région cette première phase a couvert les trois quarts du XIXe siècle). Pendant ce demi siècle la population n'avait tout de même augmenté  que de 16 %. La seconde phase de cette histoire démographique a été caractérisée par un fort déclin de la population. Commencée vers 1855 elle ne s'est terminée qu'en 1982. En 120 ans, la population municipale avait perdu 60 % de ses effectifs. L'exode rural intervient pour une bonne part dans ce déclin s'agissant du moins du XIXe siècle ; c'est l'époque où la main d'œuvre rurale en sur-effectifs quitte les villages pour trouver à s'employer dans l'industrie des petites et grandes villes. Au XXe siècle s'y ajoute l'effet des pertes humaines de la Grande Guerre et du fort ralentissement de la natalité. Il ne restait plus que 213 personnes à Saint-Martin en 1982. À l'instar de ce qui s'est produit dans bien des localités rurales de la région une reprise démographique d'ailleurs discontinue s'est manifestée au cours des trois dernières décennies dans la commune qui a porté à 242 le nombre de Lacimartinois en 2017 soit une croissance modeste de  14 %.
L'évolution du nombre d'habitants est connue à travers les recensements de la population effectués dans la commune depuis 1793. Pour les communes de moins de 10 000 habitants, une enquête de recensement portant sur toute la population est réalisée tous les cinq ans, les populations de référence des années intermédiaires étant quant à elles estimées par interpolation ou extrapolation. Pour la commune, le premier recensement exhaustif entrant dans le cadre du nouveau dispositif a été réalisé en 2008.

En 2022, la commune comptait 241 habitants, en évolution de −0,41 % par rapport à 2016 (Saône-et-Loire : −1,06 %, France hors Mayotte : +2,11 %).
| 1793 | 1800 | 1806 | 1821 | 1831 | 1836 | 1841 | 1846 | 1851 |
| ---- | ---- | ---- | ---- | ---- | ---- | ---- | ---- | ---- |
| 519  | 446  | 459  | 455  | 468  | 468  | 441  | 511  | 517  |

| 1856 | 1861 | 1866 | 1872 | 1876 | 1881 | 1886 | 1891 | 1896 |
| ---- | ---- | ---- | ---- | ---- | ---- | ---- | ---- | ---- |
| 511  | 469  | 451  | 467  | 451  | 447  | 449  | 454  | 428  |

| 1901 | 1906 | 1911 | 1921 | 1926 | 1931 | 1936 | 1946 | 1954 |
| ---- | ---- | ---- | ---- | ---- | ---- | ---- | ---- | ---- |
| 420  | 412  | 381  | 338  | 334  | 320  | 319  | 291  | 270  |

| 1962 | 1968 | 1975 | 1982 | 1990 | 1999 | 2006 | 2008 | 2013 |
| ---- | ---- | ---- | ---- | ---- | ---- | ---- | ---- | ---- |
| 246  | 255  | 220  | 213  | 218  | 238  | 257  | 262  | 250  |

| 2018 | 2022 | - | - | - | - | - | - | - |
| ---- | ---- | - | - | - | - | - | - | - |
| 242  | 241  | - | - | - | - | - | - | - |

## Économie
La vie économique de la commune de Saint-Martin-du-Lac accorde une place importante à l'agriculture. La régression de cette activité, phénomène commun aux campagnes de la région a réduit considérablement le nombre des exploitations au cours des dernières décennies ; il y en avait 23 en 1988, 15 en 2000, 10 en 2010, il en reste 5 actuellement. On compte ainsi dans la commune une exploitation pour 48  habitants soit une proportion dans la moyenne du Brionnais (1 pour 35 à Mailly, 1 pour 45 à Vareilles 1 pour 49 à Chassigny-sous-Dun mais 1 pour 24 à Ligny-en-Brionnais, 1 pour 29 à Saint-Julien-de-Jonzy ). La surface agricole utile, 1 190 ha, représente 86 % de la superficie de la commune. La pédologie et le climat expliquent la part écrasante des herbages qui occupent 1 029 ha, soit 86 % de la SAU. Toutes les exploitations de la commune pratiquant l'élevage bovin appartiennent à la filière viande, avec des cheptels de race charolaise, activité conforme à la spécialité dominante dans la région. Le nombre de têtes de bétail a considérablement diminué entre 2000 et 2010 passant de 459 à 380. Trois de ces exploitations relèvent du secteur des collines deux d'entre elles ayant leur siège au lieudit les Cornus, une autre se situant non loin de là au lieudit la Croix aux Bœufs. la quatrième se trouvant dans la vallée au lieudit Champceau. Un élevage de chevaux est implanté au lieudit Malzard.
Hors du domaine agricole, il convient de mentionner une entreprise de collecte et de recyclage et ferrailles et autres métaux implantée au lieudit le Vernay et au bourg un café-restaurant.

## Culture locale et patrimoine

### Lieux et monuments
- L'église Saint-Martin : le chœur, l'abside et le clocher sont du XIIe siècle[23]. Saint-Martin, évêque de Tours et apôtre des Gaules est très populaire en Bourgogne (il l'est aussi dans le reste de la France). Dans le Brionnais, la commune voisine de Semur-en-Brionnais possède la chapelle de Saint-Martin du Lac et la commune de Saint-Martin-de-Lixy porte aussi le nom de ce saint. Le plan de l'église est simple avec sa nef unique. Le clocher comporte un seul étage. Il est carré.

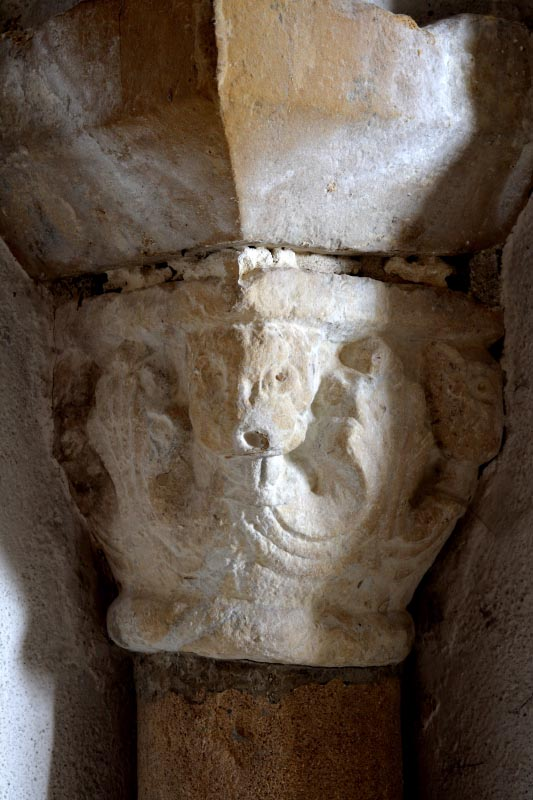
Le chapiteau du chœur.
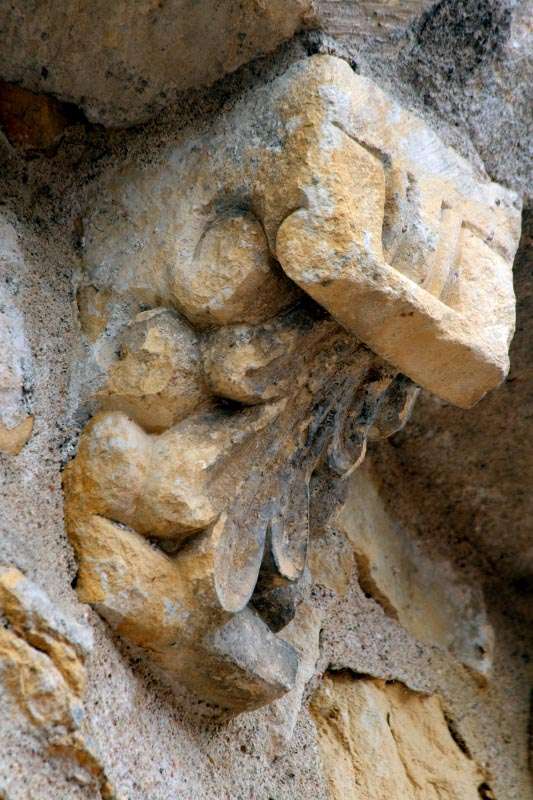
Le corbeau de l'abside.
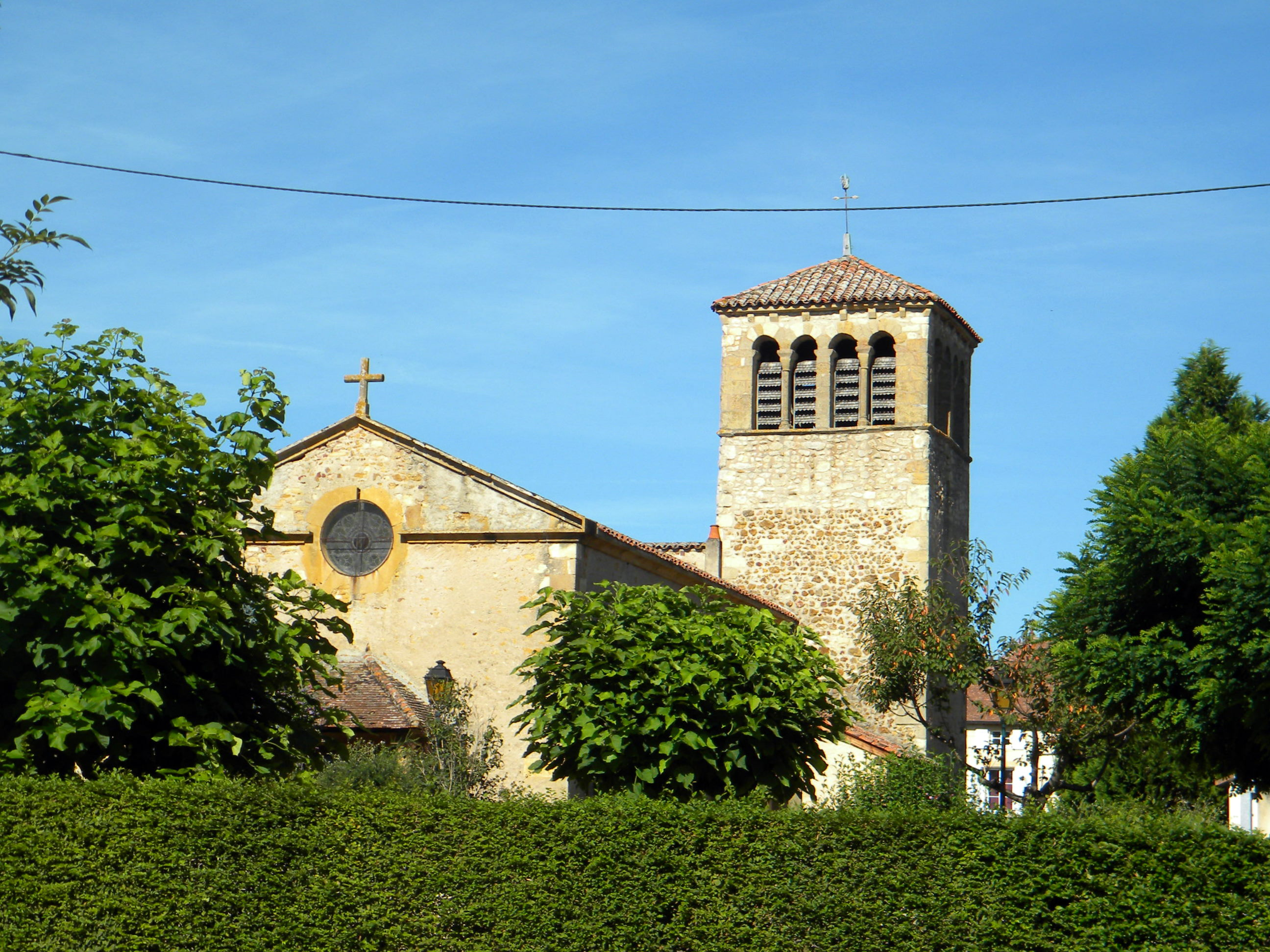
L'église Saint-Martin, vue générale, clocher.
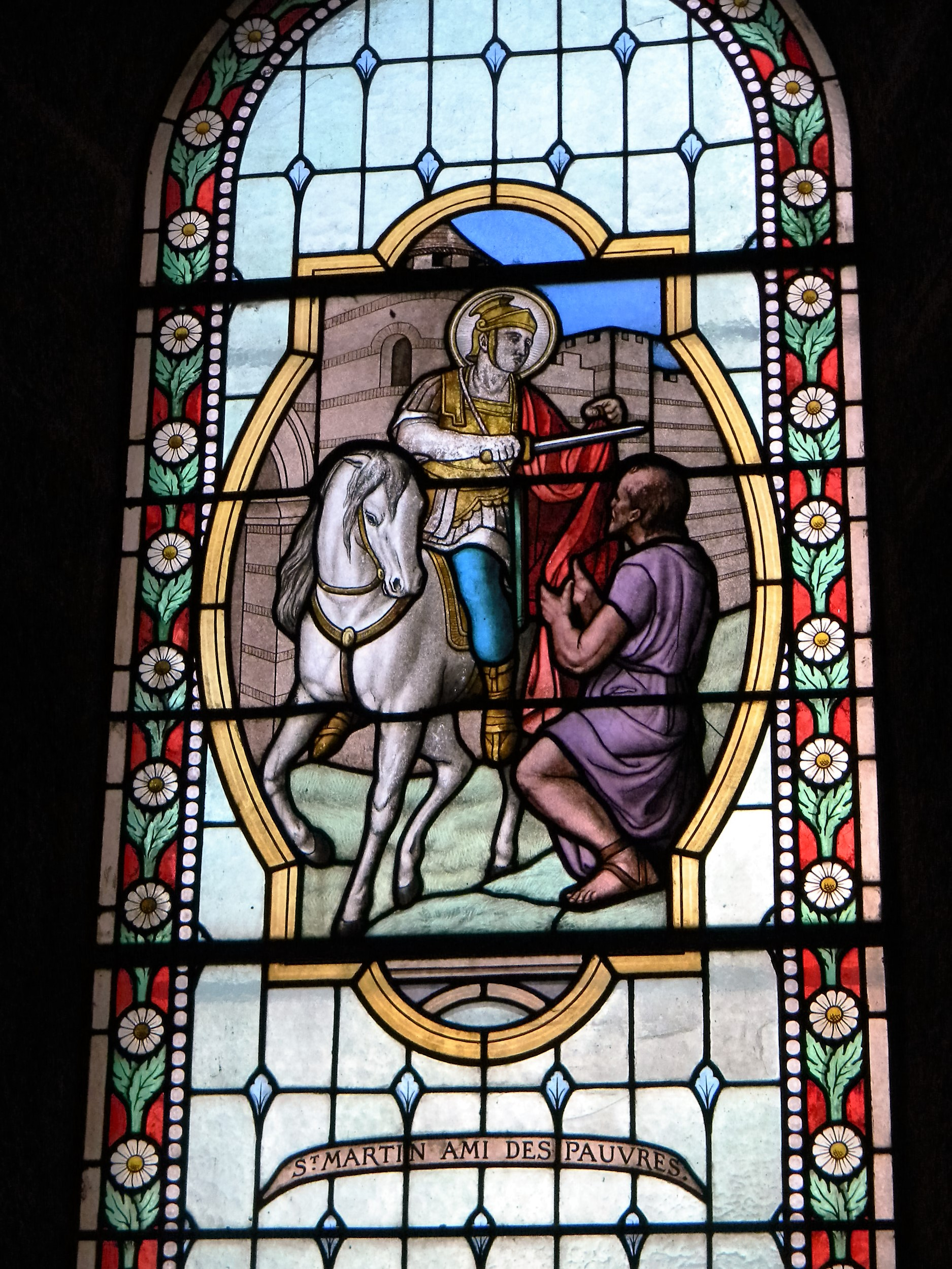
Le vitrail de l'église, avec saint Martin.

- Le « dolmen » du Bois de Glenne[24] serait en réalité un chaos naturel[25].

### Personnalités liées à la commune
- Pierre Gallay, né le 13 mars 1917 à Saint-Martin-du-Lac, mort en service commandé le 7 avril 1950 à Brétigny-sur-Orge, pilote de chasse et pilote d'essai.

## Pour approfondir